# Walter Moore
Walter Andre Moore, född 1 september 1984 i Georgetown, är en guyansk före detta fotbollsspelare. Han är sedan 2021 huvudtränare i FC United.

## Klubbkarriär
I januari 2019 återvände Moore till FF Jaro, där han skrev på ett ettårskontrakt.

## Landslagskarriär
Moore gjorde debut för Guyanas landslag 2005 och spelade totalt 71 landskamper innan han avslutade landslagskarriären 2016.

## Tränarkarriär
Inför säsongen 2021 blev Moore anställd som ny huvudtränare för damlaget FC United.

## Meriter
Caledonia AIA
- Trinidad och Tobagos Cup: 2008, 2012, 2013

Alpha United
- Guyanska ligan: 2010